# Lignières-de-Touraine
Lignières-de-Touraine és un municipi francès, situat al departament de l'Indre i Loira i a la regió de Centre – Vall del Loira. L'any 2007 tenia 1.012 habitants.

## Demografia

### Població
El 2007 la població de fet de Lignières-de-Touraine era de 1.012 persones. Hi havia 414 famílies, de les quals 102 eren unipersonals (65 homes vivint sols i 37 dones vivint soles), 146 parelles sense fills, 134 parelles amb fills i 32 famílies monoparentals amb fills.
La població ha evolucionat segons el següent gràfic:
Habitants censats

### Habitatges
El 2007 hi havia 467 habitatges, 425 eren l'habitatge principal de la família, 26 eren segones residències i 16 estaven desocupats. 459 eren cases i 7 eren apartaments. Dels 425 habitatges principals, 340 estaven ocupats pels seus propietaris, 77 estaven llogats i ocupats pels llogaters i 8 estaven cedits a títol gratuït; 6 tenien una cambra, 31 en tenien dues, 80 en tenien tres, 98 en tenien quatre i 209 en tenien cinc o més. 338 habitatges disposaven pel capbaix d'una plaça de pàrquing. A 190 habitatges hi havia un automòbil i a 200 n'hi havia dos o més.

### Piràmide de població
La piràmide de població per edats i sexe el 2009 era:
| Homes | Edats   | Dones |
| ----- | ------- | ----- |
| 0     | 95 o +  | 0     |
| 4     | 90 a 94 | 0     |
| 16    | 85 a 89 | 16    |
| 4     | 80 a 84 | 12    |
| 12    | 75 a 79 | 20    |
| 20    | 70 a 74 | 16    |
| 40    | 65 a 69 | 32    |
| 28    | 60 a 64 | 16    |
| 24    | 55 a 59 | 36    |
| 48    | 50 a 54 | 36    |
| 40    | 45 a 49 | 40    |
| 28    | 40 a 44 | 24    |
| 24    | 35 a 39 | 28    |
| 32    | 30 a 34 | 32    |
| 40    | 25 a 29 | 24    |
| 16    | 20 a 24 | 20    |
| 24    | 15 a 19 | 20    |
| 20    | 10 a 14 | 24    |
| 32    | 5 a 9   | 24    |
| 16    | 0 a 4   | 8     |

## Economia
El 2007 la població en edat de treballar era de 626 persones, 456 eren actives i 170 eren inactives. De les 456 persones actives 431 estaven ocupades (249 homes i 182 dones) i 25 estaven aturades (12 homes i 13 dones). De les 170 persones inactives 81 estaven jubilades, 32 estaven estudiant i 57 estaven classificades com a «altres inactius».

### Ingressos
El 2009 a Lignières-de-Touraine hi havia 439 unitats fiscals que integraven 1.073 persones, la mediana anual d'ingressos fiscals per persona era de 16.043 €.

### Activitats econòmiques
Dels 33 establiments que hi havia el 2007, 2 eren d'empreses alimentàries, 5 d'empreses de fabricació d'altres productes industrials, 7 d'empreses de construcció, 8 d'empreses de comerç i reparació d'automòbils, 4 d'empreses de transport, 2 d'empreses d'hostatgeria i restauració, 1 d'una empresa immobiliària, 1 d'una empresa de serveis, 1 d'una entitat de l'administració pública i 2 d'empreses classificades com a «altres activitats de serveis».
Dels 12 establiments de servei als particulars que hi havia el 2009, 1 era una oficina de correu, 3 tallers de reparació d'automòbils i de material agrícola, 1 fusteria, 2 lampisteries, 2 electricistes, 2 perruqueries i 1 agència immobiliària.
Els 2 establiments comercials que hi havia el 2009 eren fleques.
L'any 2000 a Lignières-de-Touraine hi havia 68 explotacions agrícoles que ocupaven un total de 665 hectàrees.

## Equipaments sanitaris i escolars
El 2009 hi havia una escola elemental integrada dins d'un grup escolar amb les comunes properes formant una escola dispersa.

## Poblacions properes
El següent diagrama mostra les poblacions més properes.